# Метоциния йодид
Метоциния йодид (также известен как метацин, метациниум) — действующее вещество, М-холинолитик, оказывающий спазмолитический эффект.

## Фармакология
Конкурентно блокирует м-холинорецепторы преимущественно периферических холинергических структур. Подавляет секрецию бронхиальных и слюнных желёз. Расслабляет мускулатуру и снимает спазм пищевода, желудка, кишечника. Уменьшает амплитуду и частоту сокращений матки.

## Применение

### Желудочно-кишечный тракт
Метоциния йодид оказывает преимущественно блокирующее влияние на периферические м-холинорецепторы. Применяется в качестве холиноблокирующего и спазмолитического средства при язвенной болезни желудка, и двенадцатиперстной кишки, гастритах, почечных и печёночных коликах, синдроме раздражённого кишечника и других заболеваниях, сопровождающихся спазмами гладкой мускулатуры. Метоциния йодид применяют для уменьшения тонуса и двигательной активности органов при исследовании пищевода, желудка и кишечника.
Препараты с метоциния йодидидом применяются при премедикации для уменьшения саливации и секреции бронхиальных желёз, для предупреждения бронхоспазма.

### Гинекология
Метоциния йодид может использоваться у беременных при синдроме раздражённого кишечника, гипертонусе матки с болевым синдромом, а также спастическими болями в животе, носящими временный характер. В урогинекологической практике для купирования симптомов цистоуретрита и хронической тазовой боли.
Метоциния йодид показан к применению при угрозе преждевременных родов и поздних выкидышей, а также при кесаревом сечении. Он не влияет на центральную-нервную систему. Метоциния йодид уменьшает амплитуду, продолжительность и частоту сокращений матки.

### Другое применение
Метоциния йодид используется в анестезиологии за счёт меньшей тахикардии по сравнению с другими препаратами, подавления секреции слюнных и бронхиальных желёз, расслабления гладкой мускулатуры бронхов, и незначительного влияния на величину зрачка, что позволяет следить за диаметром зрачка во время операции.